# حرقة معدة (فلم)
حرقة معدة (بالإنجليزية: Heartburn) فيلم درامي كوميدي رومانسي من إخراج وإنتاج مايك نيكولز، وبطولة كلٍ من ميريل ستريب، وجاك نيكلسون. السيناريو، الذي كتبته نورا إيفرون، يستند إلى روايتها التي تحمل الاسم نفسه، وهي سرد أشبه ما يكون سيرة ذاتية لزواجها من كارل بيرنشتاين. كتبت أغنية الفيلم «العودة مرة أخرى Coming Around Again»  وغنتها كارلي سيمون Carly Simon، وأصبحت واحدة من أهم أغاني سيمون واحتلت المركز 18 في قائمة البيلبورد، والمركز الخامس في القائمة المعاصرة للبالغين Adult Contemporary. صدر الفيلم في الولايات المتحدة في 25 يوليو 1986.

## طاقم التمثيل
- ميريل ستريب: في دور راشيل سامستات

- جاك نيكلسون: في دور مارك فورمان

- ستوكارد تشانينج: في دور جولي سيجل

- جيف دانيلز: في دور ريتشارد

- ميلوش فورمان في دور ديمتري

- ستيفن هيل: في دور هاري سامستات

- كاثرين اوهارا: في دور بيتي

- مامي جومر: في دور آني فورمان

- جوانا جليسون: في دور ديانا

- آنا ماريا هورسفورد: في دور ديلا

- ريتشارد ماسور: في دور آرثر سيجل

- مورين ستابلتون: في دور فيرا

- مرسيدس رويل: في دور ايف

- كيفن سبيسي: في دور لص مترو الأنفاق

- دانا آيفي: في دور متحدثة حفل زفاف

- كارين أكيرز: في دور ثيلما رايس

- جاك جيلبين: في دور إليس

- كينيث ويلش: في دور دكتور ابيل[3]

## أحداث الفيلم
تلتقي الكاتبة راشيل سامستات، المتخصصة في الكتابة عن الطعام في مانهاتن، وكاتب العمود السياسي في واشنطن العاصمة مارك فورمان في حفل زفاف صديق مشترك. كلاهما قد تزوج من قبل، ولدى مارك سمعة غير طيبة، لكونه زير نساء. يتزوج الاثنان، على الرغم من تحفظات راشيل، ويشترون منزلًا قديمًا في جورج تاون. تكافح راشيل للتكيف مع كونها زوجة في المجتمع السياسي الرفيع في واشنطن. تخلق التجديدات المستمرة لمنزلهما بعض التوتر في زواج مارك وراشيل، لكنهما يتقاربان عندما تكتشف راشيل أنها حامل. تواجه راشيل مخاضًا صعبًا، حيث تتعرض فيه حياة الجنين للخطر لفترة وجيزة، ولكنها تلد طفلة سليمة تسميها آني.
تكتشفت راشيل بعد فترة وجيزة، أدلة على علاقة مارك بإمرأة أخرى تدعى ثيلما رايس، وذلك أثناء حملها بطفلها الثاني. تهجر راشيل بيتها وتأخذ ابنتهما إلى نيويورك، حيث تنتقل للعيش مع والدها وتستعيد وظيفتها ككاتبة عن الطعام. على الرغم من إصرارها على أنها تركت مارك إلى الأبد، إلا إنها تشعر بالفزع عندما لا يتصل بها لعدة أيام. يتبعها لص إلى جلسة علاج جماعي، تحضرها في شقة المعالج، ليسرق المجموعة الحاضرة في الجلسة ويأخذ خاتم زواج راشيل، وبعد ذلك بقليل، يصل مارك ويطلب منها العودة، مصرًا على أنه لن يرى ثيلما مرة أخرى.
تلد راشيل طفلهما الثاني، وتكافح لتغفر لمارك كل شيء. تعيد الشرطة خاتم زواج راشيل بعد القبض على اللص، وعندما تأخذه إلى صائغ المجوهرات لإصلاحه، تكتشف أن مارك قد اشترى قلادة باهظة الثمن، والتي تتزامن مع عيد ميلاد ثيلما. بعد أن أدركت راشيل أنه عاد إلى مصادقة ثيلما، تقوم ببيع خاتم زواجها وتغادر مع طفليها إلى نيويورك، هذه المرة إلى الأبد.

## الإنتاج
تم تصوير الفيلم في مواقع مختلفة في مانهاتن وواشنطن العاصمة والإسكندرية بولاية فيرجينيا. بدأ التصوير بالممثل ماندي باتينكين في دور البطولة، وبعد يوم واحد من التصوير حل جاك نيكلسون محل باتينكين. يستند سيناريو نورا إيفرون إلى روايتها، والتي تحمل نفس اسم الفيلم، وهي مستوحاة من زواجها العاصف الثاني من كارل برنشتاين وعلاقته مع مارجريت جاي، ابنة رئيس الوزراء البريطاني السابق جيمس كالاهان. موسيقى الفيلم من تأليف كارلي سيمون، وتم تضمين أغاني الفيلم (العودة مرة أخرى / أنه العنكبوت بيتسي) في الألبوم المرشح لجائزة الجرامي عام 1987 «العودة مرة أخرى».

## استقبال الفيلم
حصل الفيلم في موقع تجميع التعليقات الطماطم الفاسدة، على تقييم بنسبة 45٪ بناءً على آراء 20 ناقد، وعلى موقع ميتاكريتيك، حصل على تقييم قدره 49%، بناءً على آراء 11 ناقد. الجماهير التي استُطلِعت آراؤها «سينماسكور» (شركة أبحاث في لاس فيجاس تستعرض شرائح الجمهور السينمائي) منحت الفيلم متوسط درجة (-B) على مقياس من (+A) إلى (F). كتب روجر إيبرت من صحيفة شيكاغو سان تايمز: «فيلم مرير وحامض عن شخصين مثيرين للاهتمام بشكل هامشي فقط»، وألقى باللوم على كاتبة السيناريو نورا إيفرون حيث كتب: "كان ينبغي أن تبني قصتها على زواج شخص آخر، وبهذه الطريقة، كان بإمكانها توفير المسافة والمنظور اللذين تحتاجهما الكوميديا الجيدة، على ما يبدو أنها كان لديها الكثير من الغضب لتحويل الحقائق إلى خيال ترفيهي." كتبت مجلة «فارايتي»: «فيلم مصنوع بشكل جميل مع أداء لا تشوبه شائبة والعديد من اللحظات الرائعة، ومع ذلك فإن التأثير العام مخيب للآمال بعض الشيء» وأضافت المجلة: «بينما يتم رسم التفاصيل اليومية بوضوح مذهل، لا يذهب نص إيفرون كثيرًا سلوكيات حياة الطبقة الوسطى، ونجد من الصعب معرفة ما يشعر به هؤلاء الأشخاص أو ما يريدون».
كتبت بولين كايل من مجلة نيويوركر: «الفيلم مليء بالموهوبين، والمشاهدة ممتعة، ولكن بعد فترة تبدأ المشاهد التي لا تشير إلى أي مكان في التزايد، وتبدأ في سؤال نفسك: 'ما الذي يدور حوله هذا الفيلم؟' وتظل تسأل، ومن المحتمل أن يكون التسطيح، وخيبة الأمل، قد استقرت على الأجزاء التي استمتعت بها، إن إيفرون كاتبة مقالات موهوبة وذكية، روايتها ليس أكثر من نوع مختلف من خيال (الأميرة راشيل الزوجة)، و (الزوج مارك، مجرد بيضة سيئة، زاني) أنت تشعر إن الكاتبة تستغل حياتها وتحطمها من خلال تقديمها كقصة هزلية مثيرة سريعة الحركة حول زواج المشاهير». منح ليونارد مالتين (ناقد ومؤرخ سينمائي لأمريكي) الفيلم ثلاث نجوم من أصل أربع، وكتب: «قصة سطحية وخفيفة الوزن يشحنها نجمان يتمتعان بشخصية كاريزمية، مما يجعل الفيلم يستحق المشاهدة».
افتُتِح الفيلم في 843 دار عرض في الولايات المتحدة في 25 يوليو 1986، وحصل على 5783079 دولارًا خلال عطلة نهاية الأسبوع الافتتاحية، حيث أحتل المرتبة الثانية في شباك التذاكر، وحقق في النهاية إجمالي 25314189 دولارًا أمريكيًا في الولايات المتحدة.

## الجوائز
حصلت ماريل ستريب على لقب أفضل ممثلة في «مهرجان بلد الوليد السينمائي الدولي» الأسباني، عن أدائها في هذا الفيلم.

## وصلات خارجية
- مقالات تستعمل روابط فنية بلا صلة مع ويكي بيانات